# Редви
Редви (енгл. reduit) је у фортификацији последњи уређени ослонац одбране тврђава, утврђених рејона или положаја.

## Развој и карактеристике
У средњовековним градовима, сличну улогу имао је донжон, а са развојем ватреног оружја - цитадела у тврђавама. У неким системима бастионских фронтова градио се и редви ревелина. При ојачавању одбране скривеног пута и главног бедема тврђава, називани су ретраншманима. Себастијан Вобан је градио редвије у облику линета. У пољској фортификацији улогу редвија имали су тамбур и блокхауз, а у склопу положаја - редут. У Првом и Другом светском рату улогу редвија, у склопу одбрамбених рејона, имале су отпорне тачке и чворови одбране, а у склопу положаја - положаји предвиђени за поседање резервама.

### Национални редви
Термин национални редви означава најјачи ослонац одбране земље.

### На ратном броду
У ратној морнарици, редви је оклопљени део брода у којем су смештена тешка артиљеријска оруђа, па представља неку врсту цитаделе ратног брода. У савременим условима редви се као појам елемента одбране ређе употребљава.